# Arthropsyllus
Arthropsyllus är ett släkte av kräftdjur som beskrevs av Georg Ossian Sars 1909. Arthropsyllus ingår i familjen Ancorabolidae.
Släktet innehåller bara arten Arthropsyllus serratus.